# Viktor Kobzev
Viktor Kobzev (russisk: Виктор Михайлович Кобзев) (født 14. september 1956 i Voronezj i Sovjetunionen) er en sovjetisk filminstruktør og manuskriptforfatter.

## Filmografi
- Pokhisjjenije tjarodeja (Похищение чародея, 1989)[1][2]